# Meine Nichte tut das nicht
Meine Nichte tut das nicht ist ein österreichischer Schlagerfilm von Franz Josef Gottlieb aus dem Jahr 1960. Cornelia Froboess spielt Susanne Doren, die Nichte des von Fred Bertelmann verkörperten einst bekannten Schlagersängers Hannes Doren, der nicht möchte, dass seine Nichte in seine Fußstapfen tritt. Die weiteren Hauptrollen sind mit Margit Nünke und Peter Weck besetzt. 

## Handlung
Seit dem Tod ihrer Eltern lebt die 17-jährige Susanne Doren bei ihrem Onkel Hannes. Der war einst ein gefeierter Schlagerstar, zog sich jedoch aus der Öffentlichkeit zurück, um sich um Susanne zu kümmern. Inzwischen ist er Direktor der Schallplattenfirma Phonoton und entdeckt neue Talente. Auch Werbetexter Rudi Hundt spricht eines Tages bei ihm vor und wird als Talentscout angestellt. Zufällig trifft Hannes einige Zeit darauf seine Ex-Freundin Clara Larsen wieder, die als Musikmanagerin arbeitet. Sie spielt regelmäßig mit dem bekannten Privatdetektiv Stephan Lentz Tennis.
Obwohl Susanne gerne Schlagermusik hört, gibt sie vor Hannes vor, ausschließlich Klassik zu mögen, kann er doch die moderne Musik nicht ausstehen. Ihre Freundin Silvia bringt Susanne mit der Band um den jungen Robert zusammen, die noch eine Sängerin sucht. Susanne springt ein und plant bald einen Auftritt bei einem Wettbewerb. Um nicht als Verwandte des Plattenproduzenten erkannt zu werden, verkleidet sich Susanne. Beim Auftritt wiederum wird sie von Rudi Hundt entdeckt, der sie als neuen Star vermarkten will. In ihrer Not gibt Susanne vor, Margot Müller zu heißen. Kurz nach ihrem Auftritt trifft sie auf Clara, die sie von früher kennt. Clara bietet ihr an, ihre Managerin zu werden. Sie hofft, dass Susannes Erfolg auch Hannes wieder zurück auf die Bühne bringen wird. Bei einer Besprechung bei Clara wird Susanne für eine von Stephans Kundinnen gehalten, doch kann Susanne den Detektiv mit einem Judogriff auf Distanz halten. Stephan erscheint kurz darauf bei Clara und beginnt von Susanne zu schwärmen, die jedoch noch bei Clara ist und mithört. Stephan verliebt sich in Susanne, die sich ihm als Hannes’ Nichte vorstellt. Als Stephan klarmacht, dass er Künstlerinnen nicht ausstehen kann, weist Susanne jegliche derartige Ambitionen von sich.
Da Hannes von Rudi Hundts bisherigen Entdeckungen genervt ist, darf „Margot Müller“ ihm gar nicht erst vorsingen. Rudi schmuggelt Susanne und die Band um Robert heimlich ins Tonstudio und nimmt einen Titel auf. Er spielt ihn Hannes vor und der ist begeistert. Er fordert Rudi auf, Margot Müller zu finden. Da Susanne Rudi keine Adresse verraten hat, sucht er sämtliche 78 Margot Müllers der Stadt auf, hat jedoch kein Glück. Susanne wiederum hat sich in Stephan verliebt und will für ihn auf eine Gesangskarriere verzichten. Er wird jedoch von Hannes engagiert, die ominöse Margot Müller zu finden. Susanne wiederum will noch ein Mal mit Roberts Band auftreten, um dieser ein in Aussicht gestelltes Engagement für einen Musikfilm zu verschaffen. Bei diesem Auftritt sieht Stephan sie und beendet die Beziehung sofort. Susanne ist verzweifelt, will jedoch nun offensiv mit ihrem Wunsch, Sängerin zu werden, umgehen. Sie lässt sich mit der Band bei der großen, im Radio übertragenen, Hitparade anmelden und schickt Stephan neben ihrer blonden Perücke, die Teil ihrer Verkleidung war, auch ein Ticket für die Show. Clara veranlasst, dass auch Hannes als Sänger auf dem Show-Plakat angekündigt wird. Der erfährt erst vor Ort davon und ist empört. Auf der Bühne sieht er kurz darauf seine Nichte, die tieftraurig ihren Schlager singt, weil Stephans Platz leer geblieben ist. Stephan wiederum hört ihre Stimme im Radio und fährt kurzentschlossen zum Veranstaltungsgebäude. Als Susanne mit ihrem Onkel Hannes nach ihrem Auftritt erneut auf der Bühne steht und ein Duett anstimmt, sitzt er bereits im Publikum. Weil Hannes wiederum Clara zuvor nicht nur die Direktion der Plattenfirma Phonoton, sondern auch die Ehe angetragen hat, kommt es zum doppelten Happy End.

## Produktion

### Produktionsnotizen
Die Filmkostüme schuf Gerdago, die Bauten stammen von Fritz Jüptner-Jonstorff und Alexander Sawczynski.

### Musik im Film
Im Film sind zahlreiche Schlager zu hören:
- Conny Froboess: Sunshine
- Conny Froboess: Wer wird der erste sein?
- Conny Froboess: Das tu’ ich nur für dich
- Fred Bertelmann: Die schönsten Stunden meines Lebens
- Fred Bertelmann (auch mit Conny Froboess): Hinter den blauen Bergen
- Rex Gildo: Und dann fahren sie wieder nach Jamaica
- Jack Finey: Schade um die Rosen

### Veröffentlichung
Meine Nichte tut das nicht erlebte am 3. Juni 1960 seine deutsche Erstaufführung. Am 21. November 1960 wurde der Film unter dem Titel Conny, kvik og forelsket in Dänemark veröffentlicht und unter dem Titel Moja necaka to ne cini in Jugoslawien. Der englische Titel lautet My Niece Doesn’t Do That.

## Kritik
Der film-dienst nannte Meine Nichte tut das nicht ein „teils vergnügliches, teils albernes Lustspiel mit Seitenhieben auf Kriminalfilme; mäßig unterhaltsam, mit einer gehörigen Portion Einfalt inszeniert.“ „Conny und Fred – nett“, reimten die Filmblätter.